# Copa Héctor Gómez
La Copa Héctor Gómez è stata una manifestazione calcistica a cui prendevano parte le nazionali di Uruguay e Argentina che si è disputata dal 1935 al 1943.

## Storia
Il trofeo si svolgeva parallelamente alla Copa Juan R. Mignaburu e prendeva il nome da Héctor Rivadavia Gómez, membro della federazione calcistica uruguayana e primo presidente della Confederación sudamericana de Fútbol.

## Formula
Il trofeo si disputava in partita secca, sempre giocata in Uruguay, la squadra che vinceva l'incontro si aggiudicava la coppa. In caso di parità al termine della gara veniva dichiarata campione la squadra ospite.

## Albo d'oro
| Anno | Campione  | Risultato                 |
| ---- | --------- | ------------------------- |
| 1935 | Argentina | Uruguay - Argentina 1 - 1 |
| 1936 | Uruguay   | Uruguay - Argentina 2 - 1 |
| 1938 | Argentina | Uruguay - Argentina 2 - 3 |
| 1940 | Uruguay   | Uruguay - Argentina 3 - 0 |
| 1943 | Argentina | Uruguay - Argentina 0 - 1 |